# 加里·萨默斯
加里·萨默斯（英語：Gary Summers），音响重录混音师。
他在一些好莱坞大片中完成了声音重录，包括阿凡达、泰坦尼克号、终结者2：审判日、拯救大兵瑞恩、变形金刚2和侏罗纪公园。萨默斯共赢得了4次奥斯卡奖，1次艾美奖、2次BAFTA奖和3次C.A.S.奖。
他的职业生涯开始于星球大战V：帝国反击战，并为位于加利福尼亚州马林县乔治·卢卡斯的卢卡斯数码天行者音效工作了20年。萨默斯于2002年成立了萨默斯音响服务公司（Summers Sound Services，Inc.），目前是自雇人士。

## 精选影视作品
萨默斯获得过4次奥斯卡奖，并在最佳音效奖中获得7项提名
获奖：
- 终结者2：审判日 (1991)[3]
- 侏罗纪公园 (1993)[4]
- 泰坦尼克号 (1997)[5]
- 拯救大兵瑞恩 (1998)[6]

提名：
- 星球大战：最后的绝地武士 (1983)[7]
- 夺宝奇兵3：圣战奇兵 (1989)[8]
- 回火 (1991)[3]
- 变形金刚2 (2009)[9]
- 阿凡达 (2009)[9]
- 变形金刚3 (2011)[10]
- 危机13小时 (2016)[11]